# Luis de la Torre
José Luis de la Torre Jiménez fue un futbolista mexicano. Jugó para el Club Deportivo Guadalajara de 1948 a 1949 y de 1957 - 1960. Fue hermano del futbolista Javier de la Torre y padre de José Manuel y Néstor.

## Clubes
| Club        | País   | Año         |
| ----------- | ------ | ----------- |
| Guadalajara | México | 1948 - 1949 |
| Guadalajara | México | 1957 - 1960 |